# Ferdinand Zunker
Ferdinand Friedrich Helmut Zunker (* 29. Dezember 1886 in Baumgarten, Kreis Dramburg; † 2. April 1956 in Dresden) war ein deutscher Professor für Wasserwirtschaft.

## Leben

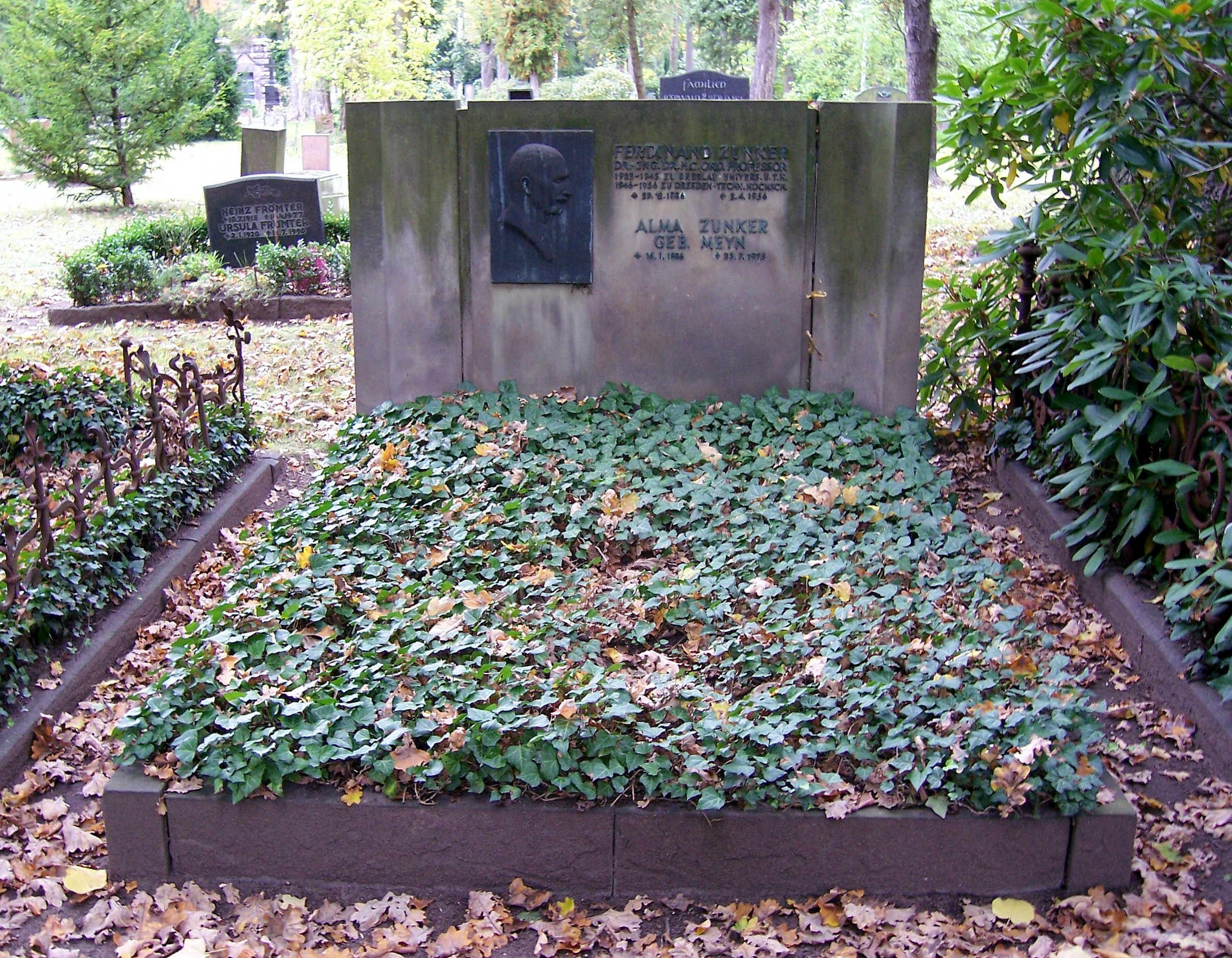
Grab Ferdinand Zunkers auf dem Dresdner Johannisfriedhof

Ferdinand Zunker stammte aus Pommern. Nach dem Abitur im Jahre 1906 begann er im Folgejahr ein Studium der Wasserwirtschaft und Bodenkunde an der Technischen Hochschule Berlin-Charlottenburg und schloss es 1913 mit dem Diplom ab. Danach arbeitete er kurz als Ingenieur für Eisenkonstruktion bei der Berliner Firma Bretschneider und Krüger.
Von 1913 bis 1918 war Zunker Regierungs-Bauführer des Wasser- und Straßenbaus, bestand 1918 seine Staatsprüfung und war anschließend bei den Wasserbauämtern Fürstenwalde/Spree, Wittenberge/Elbe und den Meliorationsämtern Charlottenburg und Breslau angestellt.
Im Jahr 1920 promovierte er zum Thema Das Temperaturmeßverfahren zur Bestimmung der Sickerwasserverluste von Kanälen an seiner Alma Mater in Berlin und war danach Regierungs-Baumeister. Von 1919 bis 1922 war Zunker Assistent und Dozent an der Landwirtschaftlichen Hochschule Berlin.
Er ging 1922 dann als Dozent an die Universität Breslau und war von 1923 bis 1945 ordentlicher Professor für Kulturtechnik an dem dortigen gleichnamigen Institut der Baufakultät. In dieser Zeit verfasste er ca. 200 Veröffentlichungen mit den Schwerpunkten Landwirtschaftlicher Wasserbau, Allgemeine Wasserwirtschaft und Bodenkunde.
Nach Kriegsende ging Zunker nach Dresden und wurde 1946 an der dortigen Technischen Hochschule ordentlicher Professor für Boden- und Wasserwirtschaft und war Direktor des gleichnamigen Institutes. Unter den schwierigen Ernährungsproblemen der Nachkriegszeit waren seine Forschungen zur Steigerung höherer Hektarerträge durch eine großräumige landwirtschaftliche Abwasserverwertung von besonderer Bedeutung. Im Jahr 1953 verlieh ihm die Hochschule für Bodenkultur in Wien die Ehrendoktorwürde.
Zunker verstarb 1956 und wurde auf dem Dresdner Johannisfriedhof beerdigt.

## Werke (Auswahl)
- 1920: Das Temperaturmeßverfahren zur Bestimmung der Sickerwasserverluste von Kanälen. (Diss.)
- 1930: Das Verhalten des Wassers zum Boden.
- 1949: Die Notwendigkeit und Durchführung der Verwertung der organischen Abwässer in der Landwirtschaft.